# SPES Livorno
Maillots
La SPES Livorno (Società Per Esercizi Sportivi Livorno de son nom complet) était un club de football italien basé à Livourne en Toscane. 

## Histoire
Le club fut fondé le 25 mars 1906 par l'avocat Giorgio Campi. Le terrain du club était le campo di Fungo et le maillot était composé de rayures verticales blanches et vertes. Le club disputa son premier match en avril 1906 face à une équipe composées de marins anglains et s'inclina 2-0. Le club joua ensuite contre l'Union Sportiva Milanese obtenant le match nul : 1-1. 
En 1908 le club participa au championnat de Toscane avec le Virtus Juventusque, un autre club de Livourne et deux clubs de la ville de Lucca : Football Club Lucca et Juventus Lucca. La formule du championnat était simple : les deux clubs de Livourne s'affrontaient dans une première demi-finale et les deux clubs de Lucca s'affrontaient lors de la seconde demi-finale. Le 15 mars 1908 la SESP et le Virtus Juventusque firent match nul (0-0). Le match fut donc rejoué mais le Virtus déclara forfait. Qualifié pour la finale, la SEPS affronta le Football Club Lucca le 22 mars 1908 et s'imposa trois buts à un. 
Le club participa au championnat d'Italie lors des saisons 1912-1913, 1913-1914 et 1914-1915. 
Le 14 février 1915 la SPES fusionna avec le Virtus Juventusque pour donner naissance à l'Unione Sportiva Livorno. 